# Košarka na OI 2016.
Košarka na OI 2016. u Rio de Janeiru igrala se od 6. do 21. kolovoza. Naslov je i u muškoj i u ženskoj konkurenciji nadmoćno obranio SAD. 

## Muškarci

### Kvalifikacije
| Muška košarka                     | Nadnevak                     | Domaćin                   | Broj mjesta | Izborili sudjelovanje |
| --------------------------------- | ---------------------------- | ------------------------- | ----------- | --------------------- |
| Svjetsko prvenstvo 2014.          | 31. kolovoza-14. rujna 2014. | Španjolska                | 1           | SAD                   |
| Domaćin                           | 9. kolovoza 2015.            | Tokio, Japan              | 1           | Brazil                |
| Oceanijsko prvenstvo 2015.        | 15. – 18. kolovoza 2015.     | više domaćina             | 1           | Australija            |
| Afričko prvenstvo 2015.           | 19. – 30. kolovoza 2015.     | Radès, Tunis              | 1           | Nigerija              |
| Američko prvenstvo 2015.          | 31. kolovoza-12. rujna 2015. | Ciudad de México, Meksiko | 2           | Venezuela, Argentina  |
| Europsko prvenstvo 2015.          | 5. – 20. rujna 2015.         | više domaćina             | 2           | Španjolska, Litva     |
| Azijsko prvenstvo 2015.           | 23. rujna-3. listopada 2015. | Changsha, Kina            | 1           | Kina                  |
| Svjetski kvalifikacijski turnir 1 | 4. – 9. srpnja 2016.         | Beograd, Srbija           | 1           | Srbija                |
| Svjetski kvalifikacijski turnir 2 | 4. – 9. srpnja 2016.         | Torino, Italija           | 1           | Hrvatska              |
| Svjetski kvalifikacijski turnir 3 | 4. – 10. srpnja 2016.        | Pasay, Filipini           | 1           | Francuska             |
| UKUPNO                            |                              |                           | 12          |                       |

### Ždrijeb skupina
Ždrijeb skupina održan je u Miesu u Švicarskoj 11. ožujka 2016. godine.
| Skupina A  | Skupina B  |
| ---------- | ---------- |
| Francuska  | Argentina  |
| SAD        | Španjolska |
| Venezuela  | Brazil     |
| Srbija     | Litva      |
| Kina       | Hrvatska   |
| Australija | Nigerija   |

## Žene

### Kvalifikacije
| Ženska košarka                  | Nadnevak                     | Domaćin           | Broj mjesta | Izborili sudjelovanje                        |
| ------------------------------- | ---------------------------- | ----------------- | ----------- | -------------------------------------------- |
| Svjetsko prvenstvo 2014.        | 27. rujna-5. listopada 2014. | Turska            | 1           | SAD                                          |
| Europsko prvenstvo 2015.        | 11. – 28. lipnja 2015.       | više domaćina     | 1           | Srbija                                       |
| Domaćin                         | 9. kolovoza 2015.            | Tokio, Japan      | 1           | Brazil                                       |
| Američko prvenstvo              | 9. – 16. kolovoza 2015.      | Edmonton, Kanada  | 1           | Kanada                                       |
| Oceanijsko prvenstvo 2015.      | 15. – 17. kolovoza 2015.     | više domaćina     | 1           | Australija                                   |
| Azijsko prvenstvo 2015.         | 29. kolovoza-5. rujna 2015.  | Wuhan, Kina       | 1           | Japan                                        |
| Afričko prvenstvo 2015.         | 24. rujna-3. listopada 2015. | Yaoundé, Kamerun  | 1           | Senegal                                      |
| Svjetski kvalifikacijski turnir | 13. – 19. lipnja 2016.       | Nantes, Francuska | 5           | Španjolska Turska Francuska Kina Bjelorusija |
| UKUPNO                          |                              |                   | 12          |                                              |

### Ždrijeb skupina
Ždrijeb skupina održan je u Miesu u Švicarskoj 11. ožujka 2016. godine.
| Skupina A   | Skupina B  |
| ----------- | ---------- |
| Francuska   | Kanada     |
| Japan       | Španjolska |
| Brazil      | SAD        |
| Australija  | Senegal    |
| Bjelorusija | Srbija     |
| Turska      | Kina       |